# Мачадо, Мария Корина
Мари́я Кори́на Мача́до Пари́ска (исп. María Corina Machado Parisca; род. 7 октября 1967 года, Каракас) — венесуэльский политик и общественный деятель, филантроп, депутат Национальной ассамблеи Венесуэлы (2011—2014). Основатель и бывший председатель благотворительной организации Сумате. Кандидат в президенты Венесуэлы на выборах 2012 года. Оппозиционер, активистка демократического движения, противник социалистического правительства Николаса Мадуро.
Мачадо была одной из ведущих фигур во время венесуэльских протестов 2014 года против правительства Николаса Мадуро.

## Биография
Мачадо родилась 7 октября 1967 года в Каракасе, Венесуэла. Отец Марии — Энрике Мачадо Сулоага (исп. Henrique Machado Zuloaga), предприниматель, связанный с компанией «Sivensa»; мать — Корина Париска Переса (англ. Corina Parisca Pérez), психолог. Мария росла старшей из четырёх дочерей, воспитывалась в католической традиции. Окончила частную школу в Венесуэле, затем училась в школах-интернатах в США, совершила несколько поездок по странам Европы. Прапрадедом Мачадо был Эдуардо Бланко — венесуэльский политик и писатель, автор романа «Героическая Венесуэла» (1881), убитый во время восстания против венесуэльского диктатора Хуана Висенте Гомеса.
Окончила Католический университет Андреса Бельо по специальности промышленного машиностроения, имеет степень магистра в области финансов Института перспективных исследований в области управления в Каракасе.
В 1992 году Мачадо основала благотворительный Фонд Атенеа, средства которого были направлены на помощь детям-сиротам и беспризорным детям Каракаса. Работала в автомобильной промышленности, в 1993 году вернулась в Каракас.
Мачадо разведена, имеет трёх детей.

## Награды
- Премия за демократию имени Чарльза T. Манатта (2014), присуждённая Международным фондом избирательных систем (IFES);
- Премия имени Сахарова (2024), совместно с Эдмундо Гонсалесом[3].